# Pradetita
La pradetita és un mineral de la classe dels fosfats que pertany al grup de la lindackerita. Rep el nom de la localitat de Pradet, a França, la seva localitat tipus.

## Característiques
La pradetita és un arsenat de fórmula química CoCu₄(AsO₄)₂(HAsO₄)₂·9H₂O. Va ser aprovada com a espècie vàlida per l'Associació Mineralògica Internacional l'any 1991. Cristal·litza en el sistema triclínic. És l'anàleg de cobalt de la lindackerita i la veselovskýita.
Segons la classificació de Nickel-Strunz, la pradetita pertany a «08.CE: Fosfats sense anions addicionals, amb H₂O, només amb cations de mida mitjana, RO₄:H₂O sobre 1:2,5» juntament amb els següents minerals: chudobaïta, geigerita, newberyita, brassita, fosforrösslerita, rösslerita, metaswitzerita, switzerita, lindackerita, ondrušita, veselovskýita, klajita, bobierrita, annabergita, arupita, barićita, eritrita, ferrisimplesita, hörnesita, köttigita, manganohörnesita, parasimplesita, vivianita, pakhomovskyita, simplesita, cattiïta, koninckita, kaňkita, steigerita, metaschoderita, schoderita, malhmoodita, zigrasita, santabarbaraïta i metaköttigita.

## Formació i jaciments
Va ser descoberta a la mina Cap Garonne, a la localitat de Lo Pradet, al departament de Var (Provença-Alps-Costa Blava, França). També ha estat descrita a la mina Anton, a la localitat de Wittichen (Baden-Württemberg, Alemanya), i al dictricte miner de Jáchymov (Regió de Karlovy Vary, República Txeca). Aquests tres indrets són els únics de tot el planeta on ha estat descrita aquesta espècie mineral.